# Sahın-i Derya
Sahın-i Derya – nieukończona turecka kanonierka torpedowa z końca XIX wieku. Okręt został zwodowany 16 sierpnia 1892 roku w stoczni Tersâne-i Âmire w Stambule, lecz w 1896 roku budowa jednostki została wstrzymana. Kadłub okrętu został złomowany w 1909 roku.

## Projekt i budowa
Okręt został zamówiony w maju 1888 roku w krajowej stoczni Tersâne-i Âmire w Stambule. Stępkę jednostki położono w 1889 roku, a zwodowany został 16 sierpnia 1892 roku. Nazwa okrętu symbolizowała morskiego sokoła. W 1895 roku na kanonierce zainstalowano maszyny parowe oraz kotły.

## Dane taktyczno-techniczne
Okręt był kanonierką torpedową z kadłubem wykonanym ze stali. Długość między pionami wynosiła 60,96 metra, szerokość 7,01 metra i zanurzenie 2,44 metra. Wyporność normalna wynosiła 443 tony. Napęd jednostki stanowiły dwie maszyny parowe potrójnego rozprężania Tersane-i Amire o łącznej mocy 3500 KM, do których parę dostarczały cztery kotły lokomotywowe (także produkcji macierzystej stoczni). Prędkość maksymalna napędzanego dwoma śrubami okrętu miała wynosić 22 węzły. Okręt miał zabierać zapas 100 ton węgla.
Uzbrojenie artyleryjskie jednostki według pierwotnego projektu z 1889 roku miało się składać z umieszczonego na dziobie pojedynczego działa kalibru 105 mm Kruppa oraz sześciu pojedynczych dział kalibru 47 mm Hotchkissa – po dwa na dziobie, śródokręciu i rufie. Broń torpedową miały stanowić cztery obracalne wyrzutnie kalibru 356 mm, umieszczone na śródokręciu.
Załoga okrętu miała się składać z 8 oficerów oraz 75 podoficerów i marynarzy.

## Losy jednostki
Budowa „Sahın-i Derya” została wstrzymana w 1896 roku, w związku z czym nie wszedł on nigdy w skład marynarki wojennej Imperium Osmańskiego. W 1909 roku z okrętu zdemontowano urządzenia napędowe, a w tym samym roku jego kadłub został rozebrany i złomowany.